# St. Hyazinth (Gross Stein)

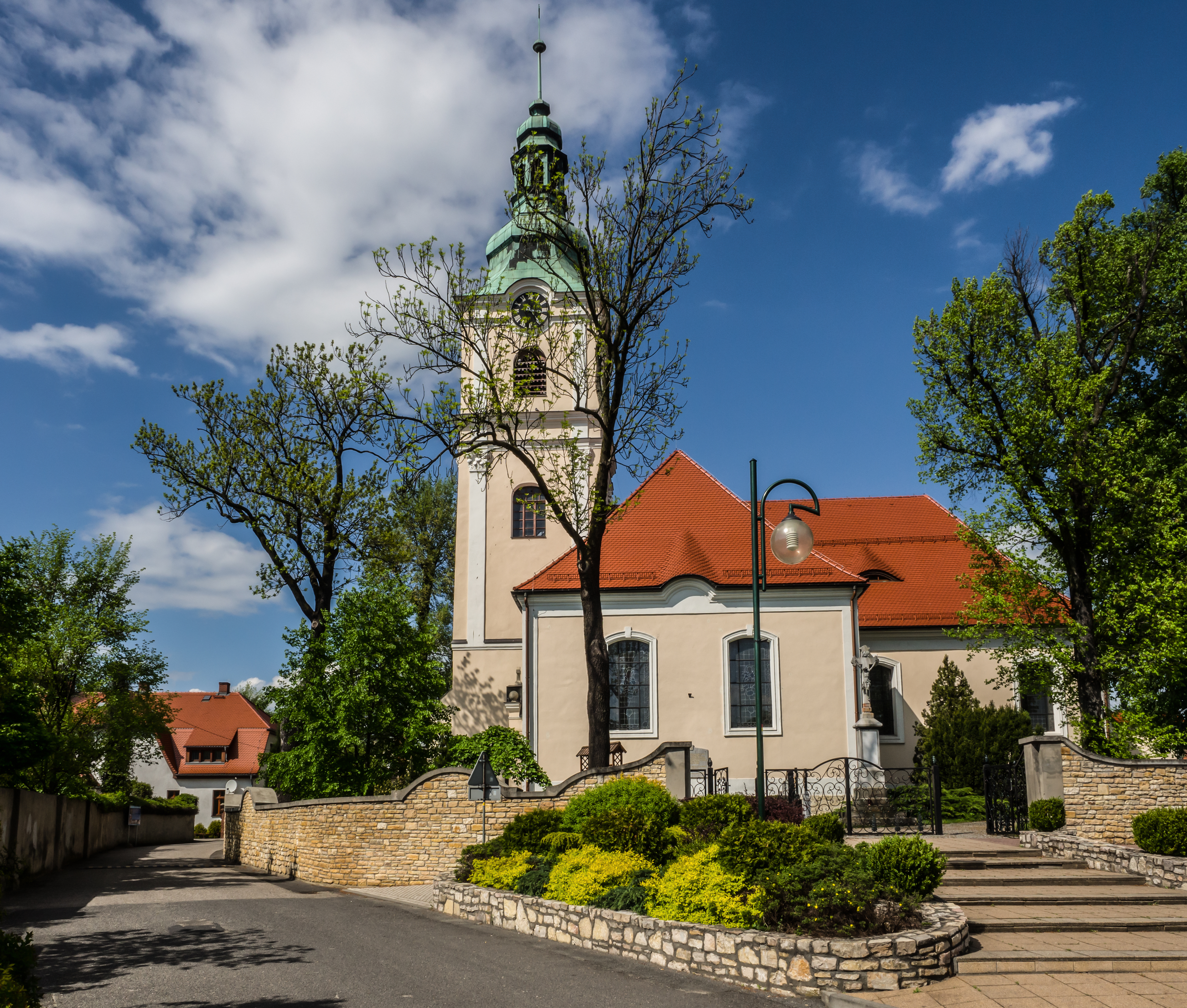
Hyazinthkirche, Südseite mit Glockenturm

St. Hyazinth (polnisch Kościół św. Jacka) ist eine römisch-katholische Kirche in Gross Stein (Kamień Śląski) im Powiat Krapkowicki der Woiwodschaft Opole in Polen. Die Kirche ist die Hauptkirche der Pfarrei St. Hyazinth (Parafia św. Jacka) in Gross Stein.

## Geschichte

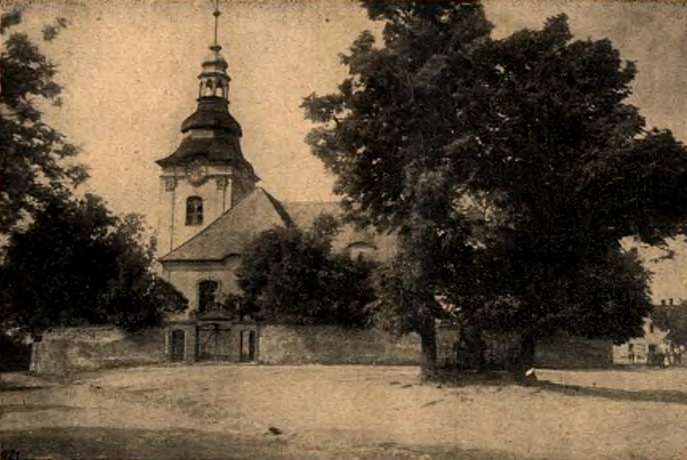
Bild der Hyazinthkirche aus den 1920er Jahren

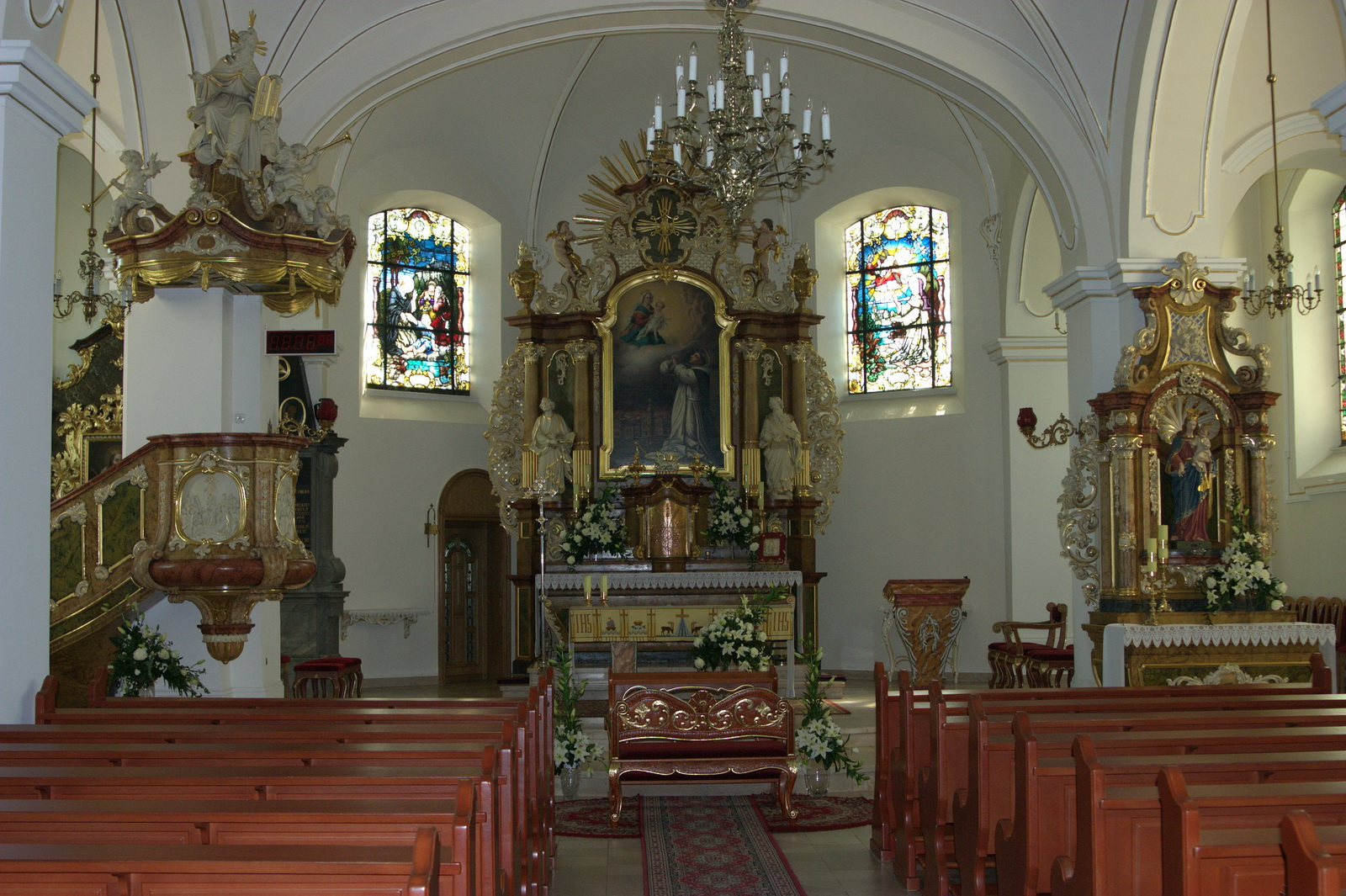
Blick auf den Hauptaltar

Eine Kirche wurde erstmals 1271 in Groß Stein erwähnt. Der Kirchenbau trug ursprünglich das Patrozinium des hl. Urban. Der steinerne Kirchenbau entstand zwischen 1603 und 1632 im Stil des Barock und ist dem hl. Hyazinth gewidmet, der wahrscheinlich in Groß Stein geboren wurde und 1594 heiliggesprochen wurde. Im Dreißigjährigen Krieg wurde die Kirche niedergebrannt und später wieder aufgebaut. Unter dem Pfarrer Franz Bittzer wurde sie zwischen 1909 und 1910 um zwei Seitenschiffe erweitert.
Die Kirche steht seit 1954 unter Denkmalschutz.

## Architektur und Ausstattung
Die barocke Saalkirche besitzt einen Glockenturm mit Zwiebelhelm und Laterne. Das Altargemälde zeigt den  hl. Hyazinth. Auf dem Kirchhof befindet sich eine Nachbildung der Grotte von Lourdes. Umgeben ist die Kirche von einer steinernen Mauer.